# Lillix
Lillix est un groupe de pop rock canadien, originaire de Cranbrook, en Colombie-Britannique. Il est à l'origine uniquement composé de filles. What I Like About You, leur premier single, est une reprise des Romantics extraite de leur premier album Falling Uphill. What I Like About You est utilisée dans la bande originale de Freaky Friday : Dans la peau de ma mère, de 30 ans sinon rien et de Ce que j'aime chez toi.

## Biographie
Lillix sort son premier album Falling Uphill est publié au Canada et aux États-Unis le 27 mai 2003, et au Japon le 27 août 2003. Les singles de l'album s'intitulent It's About Time, Tomorrow et What I Like About You, qui est une reprise des Romantics extraite de leur premier album Falling Uphill. What I Like About You est utilisée dans la bande originale de Freaky Friday : Dans la peau de ma mère, de 30 ans sinon rien et de Ce que j'aime chez toi (What I Like About You en anglais). Le groupe est nommé à deux reprises aux Juno Awards.
Leur deuxième album, Inside the Hollow, est publié au Canada le 29 août 2006 et au Japon le 6 septembre 2006. Le seul single extrait de l'album est Sweet Temptation (Hollow). L'album fait participer la batteuse Alicia Warrington en octobre 2005.
Leur troisième album, Tigerlily, est publié au Canada le 24 août 2010, puis publié au Japon avec deux morceaux bonus. Le premier single est Dance Alone.
En novembre 2015, SonicBids Blog publie un entretien effectué avc Lacey-Lee qui parle du dépôt du bilan du label du groupe (Maverick) et des problèmes auxquels ils ont fait face après.

## Membres

### Derniers membres
- Tasha-Ray Evin - guitare
- Lacey-Lee Evin - claviers

### Anciens membres
- Sierra Hills (1997-2002)
- Kim Urhahn (2002-2004)
- Louise Burns
- Alicia Warrington
- Scott Thompson - basse
- Eric Hoodicoff - batterie

## Discographie
- 2003 : Falling Uphill
- 2006 : Inside the Hollow
- 2009 : Tigerlily